# Adrian Blincoe
Adrian Blincoe (Auckland, 4 novembre 1979) è un mezzofondista neozelandese.

## Biografia
Ha studiato negli Stati Uniti d'America all'Università di Villanova; è stato, nella sua carriera universitaria, tra i migliori soprattutto nei 1500 metri piani.
Il suo debutto professionale s'è verificato ai Campionati del mondo di atletica leggera 2003, ma fu eliminato in semifinale nei 1500 m; successivamente partecipò ai mondiali di Helsinki del 2005, venendo ancora eliminato nei turni preliminari, sempre nei 1500 m.
Ai Giochi del Commonwealth del 2006 svoltisi a Melbourne, era tra i favoriti dei 1500 metri ma una caduta lo relegò nelle retrovie in una gara vinta dal connazionale Nick Willis. Lo stesso anno ha provato a cimentarsi sui 5000 metri alla Coppa del mondo di Atene ma è stato solo ottavo. Dopo essersi qualificato sui 1500 m per i Campionati del mondo di atletica leggera 2007 con sede ad Osaka, alcune riviste d'atletica leggera hanno sparso la voce che successivamente Blincoe potesse dedicarsi solo ai 5000 m, cosa che l'atleta ha cominciato a fare già da Pechino 2008.
I suoi personali sono 1'48"69 sugli 800 metri, 3'35"50 sui 1500 metri, 7'46"49 sui 3000 m piani e 13'10"19 sui 5000 metri.
È da sempre allenato dall'ex mezzofondista irlandese Marcus O'Sullivan.

## Palmarès
| Anno | Manifestazione          | Sede          | Evento       | Risultato  | Prestazione | Note                          |
| ---- | ----------------------- | ------------- | ------------ | ---------- | ----------- | ----------------------------- |
| 1998 | Mondiali juniores       | Annecy        | 5000 m piani | Batteria   | 15'30"97    |                               |
| 2003 | Mondiali                | Parigi        | 1500 m piani | Semifinale | 3'41"53     |                               |
| 2005 | Mondiali di cross       | Saint-Galmier | Cross corto  | 69º        | 12'42"      |                               |
| 2006 | Giochi del Commonwealth | Melbourne     | 1500 m piani | 10º        | 3'44"88     |                               |
| 2008 | Giochi olimpici         | Pechino       | 5000 m piani | Batteria   | 13'55"27    |                               |
| 2010 | Mondiali indoor         | Doha          | 1500 m piani | Batteria   | 3'40"50     | Miglior prestazione personale |
| 2010 | Giochi del Commonwealth | Delhi         | 1500 m piani | 10º        | 3'44"47     |                               |
| 2010 | Giochi del Commonwealth | Delhi         | 5000 m piani | 11º        | 14'03"07    |                               |
| 2011 | Mondiali                | Taegu         | 5000 m piani | dnf        | dnf         |                               |

## Altre competizioni internazionali
2003
- 10º alla World Athletics Final ( Monaco), 1500 m piani - 3'43"28

2004
- 10º ai Bislett Games ( Oslo), 1500 m piani - 3'36"53
- 12º al Bauhaus-Galan ( Stoccolma), 1500 m piani - 3'40"36

2005
- 7º al Bauhaus-Galan ( Stoccolma), 1500 m piani - 3'35"65

2006
- 8º in Coppa del mondo ( Atene), 5000 m piani - 14'03"29
- 16º all'Herculis ( Monaco), 3000 m piani - 8'09"04

2007
- 7º al Reebok Grand Prix ( New York), 5000 m piani - 13'48"88

2012
- 16º ai Bislett Games ( Oslo), 5000 m piani - 13'26"43